# Salomón Laiter
Salomón Laiter (né le 16 juillet 1937 à Mexico - décédé le 10 août 2001 à Mexico) était un  réalisateur, scénariste, acteur et producteur mexicain de cinéma.

## Filmographie
Comme réalisateur
- 1962 : El Ron
- 1965 : Viento distante (segment En el parque hondo)
- 1970 : La pesca
- 1971 : Las puertas del paraíso
- 1973 : Picasso entre nosotros

Comme scénariste
- 1962 : El Ron de lui-même
- 1971 : Las puertas del paraíso de lui-même

Comme producteur
- 1968 : Los Adolescentes d'Abel Salazar
- 1970 : La pesca

Comme acteur
- 1968 : Los amigos d'Icaro Cisneros
- 1968 : Las visitaciones del diablo d'Alberto Isaac
- 1969 : La muñeca perversa de Rafael Baledón
- 1985 : To Kill a Stranger de Juan López Moctezuma

## Récompenses
- 1965 : Léopard d'argent au Festival international du film de Locarno pour Viento distante, partagé avec Manuel Michel et Sergio Véjar
- 1972 : Ariel d'Or aux Ariel Awards de Mexico pour Las puertas del paraíso